# Komitet ds. Statusu Zagrożenia Dzikiej Przyrody w Kanadzie
Komitet ds. Statusu Zagrożenia Dzikiej Przyrody w Kanadzie (ang.: Committee on the Status of Endangered Wildlife in Canada, COSEWIC; franc.: Le Comité sur la situation des espèces en péril au Canada, COSEPAC) - niezależny komitet zrzeszający ekspertów i naukowców z dziedziny dzikiej przyrody, których "racją bytu jest rozpoznanie gatunków zagrożonych" w Kanadzie. Wyznacza on status ochrony dziko żyjących gatunków.